# Save the Children
Save the Children, tên tiếng Việt là Tổ chức Cứu Trợ Trẻ em là một tổ chức phi chính phủ quốc tế lớn nhất hoạt động vì trẻ em trên thế giới. Được thành lập tại Vương quốc Anh vào năm 1919, mục tiêu nhằm cải thiện cuộc sống của trẻ em thông qua giáo dục , chăm sóc sức khỏe và cơ hội kinh tế, cũng như cung cấp viện trợ khẩn cấp trong thiên tai, chiến tranh và các xung đột khác.
Tổ chức Cứu trợ Trẻ em hoạt động bảo vệ quyền và lợi ích của trẻ em trên toàn thế giới, đặt những trẻ em dễ bị tổn thương nhất lên hàng đầu. Hiện tại, tổ chức có khoảng 25.000 nhân viên tại 118 quốc gia trên toàn cầu.

## Hình thành
Save the Children có tiền thân là Save the Chidlren Fund, thành lập tại London, Anh năm 1919 bởi Eglantyne Jebb và em gái Dorothy Buxton nhằm giảm bớt ảnh hưởng của nạn đói đối với trẻ em tại Đức và Áo - Hungary trong cuộc phong tỏa của Đồng minh đối với Đức trong Thế chiến thứ nhất. 
Vào tháng 5 năm 1919, Quỹ đã chính thức được thành lập sau một cuộc họp ở Royal Albert Hall ở London để "cứu trợ trẻ em bị ảnh hưởng của chiến tranh" và quyên tiền để cứu trợ khẩn cấp cho trẻ em bị thiếu hụt lương thực và vật dụng trong thời chiến. Rất nhanh sau đó, quỹ đã trở thành phong trào toàn cầu đầu tiên cho trẻ em và bắt đầu hoạt đồng bảo trợ trẻ em. 
Năm 1924, Eglantyne Jebb soan thảo Tuyên bố Geneva về Quyền Trẻ em (hay Tuyên ngôn Quyền Trẻ em) và được Quốc hội Liên (League of Nations) thông qua. Năm 1946. Bản Tuyên ngôn đã trở thành tiền đề cho Công ước Liên hợp quốc về Quyền trẻ em.  

## Tại Việt Nam
Save the Chidlren bắt đầu hoạt động tại Việt Nam từ năm 1990 với dự án dinh dưỡng tại tỉnh Thanh Hóa. Hiện nay, các chương trình hoạt động gồm sáu lĩnh vực chính: Giáo Dục, Sức Khỏe và Dinh Dưỡng, Bảo vệ Trẻ Em, Quản Trị Quyền Trẻ Em, Giảm Nghèo Cho Trẻ Em, Giảm Nhẹ Rủi Ro Thiên Tai và Ứng Phó Khẩn Cấp. Save the Children có mặt tại 20 tỉnh trên cả nước với các văn phòng tại Hà Nội, Lào Cai, Đà Nẵng và Thành phố Hồ Chí Minh. 

## Phương thức hoạt động
Tổ chức Cứu trợ Trẻ em hợp tác với các cơ quan chính phủ, tổ chức xã hội dân sự, khu vực tư nhân cũng như các viện nghiên cứu. 
1. ↑  Save the Children website